# Delia Ramirez

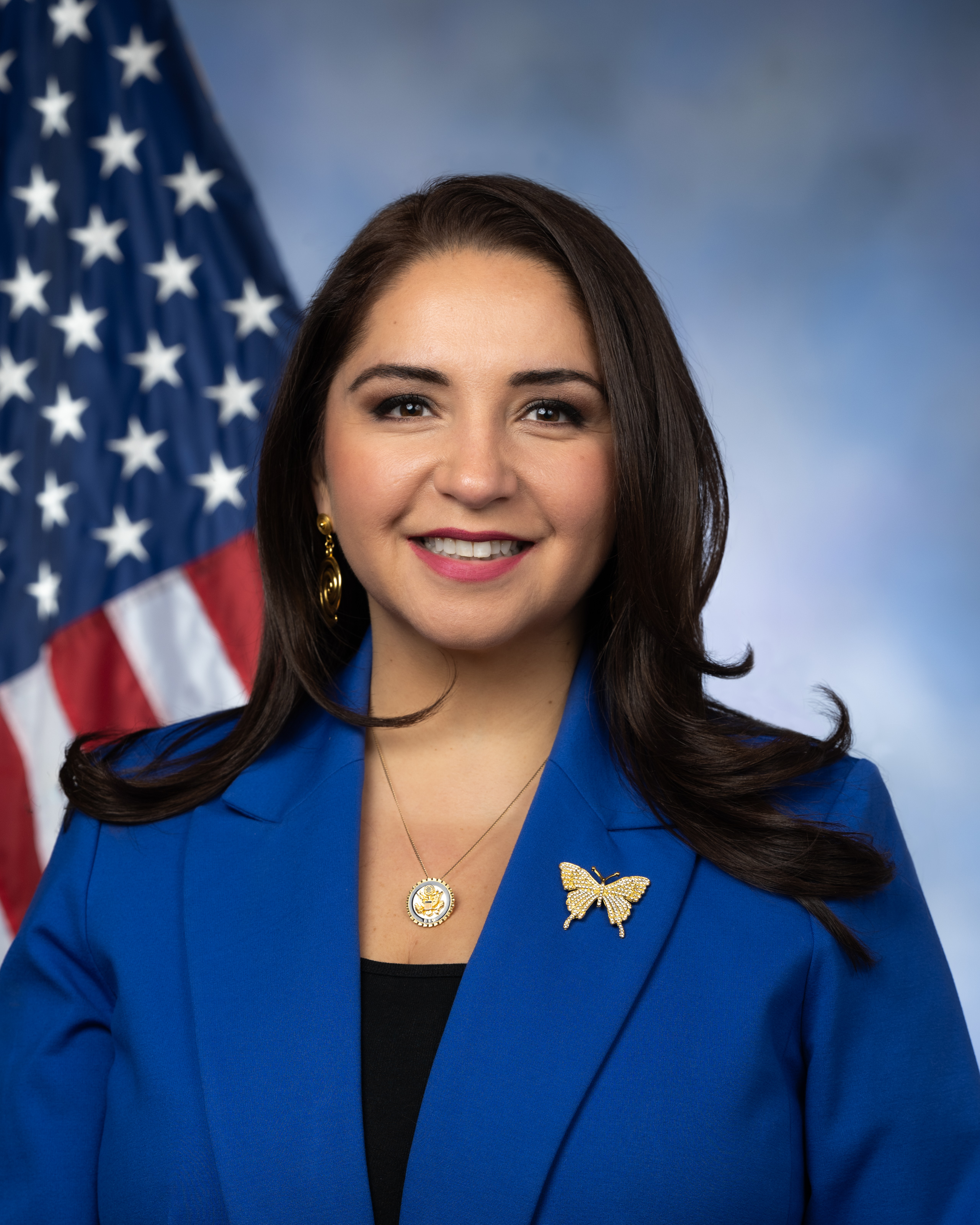
Delia Ramirez, 2025

Delia Catalina Ramirez (* 2. Juni 1983 in Chicago) ist eine US-amerikanische Politikerin der Demokratischen Partei. Sie saß zwischen 2018 und 2023 im Repräsentantenhaus von Illinois für den vierten Wahlkreis. Der vierte Wahlkreis umschließt die Viertel von Chicago East Humboldt Park, Hermosa, Bucktown, West Town, Ukrainian Village, East Village und Logan Square. Ramirez wurde 2018 ins Parlament gewählt und 2022 wiedergewählt. Sie ist die erste guatamalekisch-amerikanische Frau, die in das Illinois General Assembly gewählt wurde. 2022 wurde Ramirez in Illinois’ drittem Kongresswahlbezirk das Repräsentantenhaus gewählt. Nach der Vereidigung 2023 war sie die erste Latina, die Illinois im Kongress vertrat. Ramirez ist Mitglied des Squads.

## Leben und Wirken
Ramirez wurde als Tochter von Immigranten aus Guatemala in Humboldt Park, einem Viertel von Chicago, aufgezogen. Sie besuchte die Sabin Magnet Elementary School und erlangte an der Northeastern Illinois University einen B.A.
Bevor sie in Wahlämtern tätig wurde, arbeitete Ramirez in sozialen Einrichtungen und Non-Profit-Organisationen und hatte dort oft Führungsrollen inne. So war sie zwischen 2005 und 2007 Präsidentin der Logan Square Neighborhood Association, von 2004 bis 2013 Geschäftsführerin des Center for Changing Lives und zwischen 2016 und 2019 Präsidentin der Latin United Community Housing Association (LUCHA).
Bei den Wahlen zum Repräsentantenhaus von Illinois 2018 kandidierte sie im vierten Bezirk als Nachfolgerin von Amtsinhaberin Cynthia Soto.
Ramirez versprach stabilen Wohnraum und Verbesserung der Schulen, eine zuverlässige und verantwortungsvolle Regierung sowie öffentliche Sicherheit und Justizreformen. Sie war Teil einer Reihe von lateinamerikanischen Kandidaten, die vom damaligen Cook County Commissioner und Kongresskandidaten Chuy García unterstützt wurden und auch die Unterstützung lokaler Mandatsträger, Gewerkschaften und fortschrittlicher Organisationen, darunter der Abgeordnete Luis Gutiérrez, die Stadträte Carlos Ramirez-Rosa und Roberto Maldonado, Chicago Teachers Union, Illinois AFL–CIO, SEIU Healthcare und Local 73, United Working Families und Our Revolution Illinois, erhielten. Ramirez gewann die Vorwahlen zum 20. März mit 48 % der Stimmen und trat alleinig zu den Kongresswahlen des 6. November 2018 an.
Nach den Parlamentswahlen trat Cynthia Soto am 18. Dezember 2018 mit sofortiger Wirkung von ihrem Amte zurück. Ramirez, Gewinnerin der jüngsten Wahl, wurde von lokalen Demokraten berufen und am 21. Dezember 2018 vereidigt. 2019 wurde sie erneut für die 101. National Assembly vereidigt. Sie ist Mitglied des Illinois House of Representatives Progressive Caucus.
Am 7. Dezember 2021 kündigte Ramirez an, dass sie bei den Wahlen zum Repräsentantenhaus für den dritten kongressionellen Distrikt von Illinois kandidiere. Der Distrikt war seit 2020 ein offener Platz. Bei den Vorwahlen der Demokraten schlug sie Gilbert Villegas und Ismen Chehade, bei welchen sie 66 % der Stimmen erhielt. Die Gegend war stark demokratisch geprägt, wodurch erwartet wurde, dass sie die Wahl im November gewinnen würde.
Ramirez erhielt in der Hauptwahl gegenüber dem Republikaner Justin Burau 67 % der Stimmen.
Bei der folgenden Kongresswahl 2024 kandidierte sie erneut. In der Vorwahl hatten weder Delia Ramirez, noch der Republikaner John Booras Gegenkandidaten. Sie besiegte Booras im November 2024 mit 67,3 %. Sie ist damit im bis zum 3. Oktober 2027 andauernden 119. Kongress vertreten.